# Franchimont (Namen)
Franchimont (Waals: Frantchîmont) is een deelgemeente van de Belgische stad Philippeville, gelegen in het Waalse Gewest in de provincie Namen. Het was een volwaardige gemeente tot de fusie van de gemeenten van 1977. Het is een kleine landbouwplaats. Elk jaar vindt hier een endurowedstrijd plaats, de 12 uur van La Chinelle.
Bij Franchimont werden in 1877-1878 werden twee Merovingische necropolen opgegraven, waarvan die van Colline du Tombeau er een is.
De plaats moet niet worden verward met het Markgraafschap Franchimont, waarvan het Kasteel van Franchimont een overblijfsel is.

## Demografische ontwikkeling
- Bronnen:NIS, Opm:1831 tot en met 1970=volkstellingen, 1976= inwoneraantal op 31 december

Fagnolle · Franchimont · Jamagne · Jamiolle · Merlemont · Neuville · Omezée · Roly · Romedenne · Samart · Sart-en-Fagne · Sautour · Surice · Villers-en-Fagne · Villers-le-Gambon · Vodecée

Belgische gemeenten · arrondissement Philippeville · provincie Namen · Wallonië